# Auguste Carvin
Auguste, Jules, Charles Carvin né à Sin-le-Noble le 15 mars 1868 et mort à Amiens 12 mars 1949 fut un sculpteur français qui travailla essentiellement à Amiens et dans le département de la Somme.

## Biographie
Auguste Carvin naquit dans un milieu modeste, son père était ouvrier-ajusteur. Il suivit des cours d'enseignement artistique à Douai et à Paris et fut diplômé à 20 ans. Il devint professeur au lycée d'Annecy puis, en 1894, au lycée d'Amiens. Il pensait devenir peintre, mais atteint de daltonisme, il fut contraint de se tourner vers la sculpture. 
Pendant cinq ans, il suivit les cours du soir à l’École des beaux-arts d'Amiens et fut ainsi l'élève d'Henri Désiré Gauquié et d'Albert Roze.
Il exposa pour la première fois au Salon des artistes français en 1896, y obtient une mention honorable en 1907, une médaille de 3e classe en 1909 et une médaille d'argent en 1913.
Il mourut quelques semaines après son épouse et fut inhumé à Amiens, au Cimetière de La Madeleine.

## Œuvre
Son œuvre, empreinte d'un certain académisme à caractère régionaliste, représente le plus souvent des personnages de condition modeste (paysannes, veuves, orphelins...). 
- Paul-Henri Michel enfant, buste en plâtre patiné (1904), Musée d'Orsay, en dépôt au Musée de Picardie[3],[4].

- La Pâque au buis (1907)[5], Musée de Picardie

- L'Hortillonne de l'ancienne Caisse d’Épargne d'Amiens[5], Musée de Picardie.

- Tête de jeune fille (1910), Musée de Picardie.

- Église Saint-Eustache de Flesselles, hauts-reliefs, en plâtre, représentant le Christ accueillant le fidèle et saint Eustache, patron de la paroisse.

- Cathédrale Saint-Étienne de Sens, statue processionnelle de Saint Louis[1],

- Buste du Général Leclerc (1948)[1].

- Monuments aux morts[5] de:
  - Ailly-sur-Noye[1],
  - Amiens:
    - Lycée de garçons[1],
    - École de médecine[1],

  - Guillaucourt[6],
  - Longpré-les-Corps-Saints[6],
  - Montauban-de-Picardie[5],
  - Rosières-en-Santerre[6].

## Pour approfondir